# Valentinit
Valentinit, veraltet auch als Antimonblüte bekannt, ist ein eher selten vorkommendes Mineral aus der Mineralklasse der „Oxide und Hydroxide“. Es kristallisiert im orthorhombischen Kristallsystem mit der chemischen Zusammensetzung Sb2O3 und ist damit chemisch gesehen Antimon(III)-oxid.
Valentinit entwickelt meist tafelige bis prismatische Kristalle, kommt aber auch in Form strahliger, büscheliger fächer- oder sternförmiger sowie körniger bis massiger Mineral-Aggregate vor. Unverletzte Kristallflächen weisen einen diamantähnlichen Glanz auf, Spaltflächen schimmern dagegen eher perlmuttartig. In reiner Form ist Valentinit farblos und durchsichtig. Durch vielfache Lichtbrechung aufgrund von Gitterbaufehlern oder polykristalliner Ausbildung kann er aber auch weiß erscheinen und durch Fremdbeimengungen eine graue oder gelbliche bis bräunliche Farbe annehmen, wobei die Transparenz entsprechend abnimmt.
Mit einer Mohshärte von 2,5 bis 3 gehört Valentinit zu den weichen bis mittelharten Mineralen, das sich leichter als das Referenzmineral Calcit (3) mit einer Kupfermünze ritzen lässt.

## Etymologie und Geschichte
Den bis heute gültigen Namen Valentinit für das rhombische Antimonoxid prägte 1845 Wilhelm von Haidinger, der das Mineral nach dem mittelalterlichen Autor alchemistischer Schriften Basilius Valentinus benannte. Die Person hinter Valentinus wurde zwar bisher nicht identifiziert, soll jedoch unter anderem ein bekanntes Werk über die Darstellung des Elements Antimon aus Stibnit (Antimonit) und „flores antimonii“ verfasst haben („Triumphwagen Antimonii“, herausgegeben 1604 von Johann Thölde).
Bekannt war das Mineral allerdings schon vor Haidinger unter verschiedenen Synonymen wie unter anderem Weißspießglanzerz (nach Klaproth, 1789) bzw. Weißspießglaserz (nach Werner, 1789) und Spießglanzweiß, die allerdings nicht mehr gebräuchlich sind. Der von Karl Cäsar von Leonhard 1821 geprägte Begriff Antimonblüte wird dagegen auch in modernen Fachliteraturen noch als Synonym für den Valentinit aufgeführt, gelegentlich auch der eher ungebräuchliche Begriff Weißspießglanz.
Als Typlokalität (erster Fundort) gilt die „Mine des Chalanches“ bei Allemond (englisch Allemont) im französischen Département Isère (Rhône-Alpes).

## Klassifikation
Bereits in der veralteten, aber teilweise noch gebräuchlichen 8. Auflage der Mineralsystematik nach Strunz gehörte der Valentinit zur Mineralklasse der „Oxide und Hydroxide“ und dort zur Abteilung der „Oxide mit dem Stoffmengenverhältnis Metall : Sauerstoff = 2 : 3 (M2O3 und verwandte Verbindungen)“, wo er zusammen mit Claudetit die „Claudetit-Valentinit-Gruppe“ mit der System-Nr. IV/C.01 und dem weiteren Mitglied Auroantimonat bildete.
Die seit 2001 gültige und von der International Mineralogical Association (IMA) verwendete 9. Auflage der Strunz’schen Mineralsystematik ordnet den Valentinit in die erweiterte Abteilung der „Oxide mit dem Stoffmengenverhältnis Metall : Sauerstoff = 2 : 3, 3 : 5 und vergleichbare“ ein. Diese ist weiter unterteilt nach der relativen Größe der beteiligten Kationen, so dass das Mineral entsprechend seiner Zusammensetzung in der Unterabteilung „Mit mittelgroßen Kationen“ zu finden ist, wo es als einziges Mitglied die unbenannte Gruppe 4.CB.55 bildet.
Auch die vorwiegend im englischen Sprachraum gebräuchliche Systematik der Minerale nach Dana ordnet den Valentinit in die Klasse der „Oxide und Hydroxide“ und dort in die Abteilung der „Oxidminerale“ ein. Hier ist er als einziges Mitglied in der unbenannten Gruppe 04.03.11 innerhalb der Unterabteilung „Einfache Oxide mit einer Kationenladung von 3+ (A2O3)“ zu finden.

## Kristallstruktur

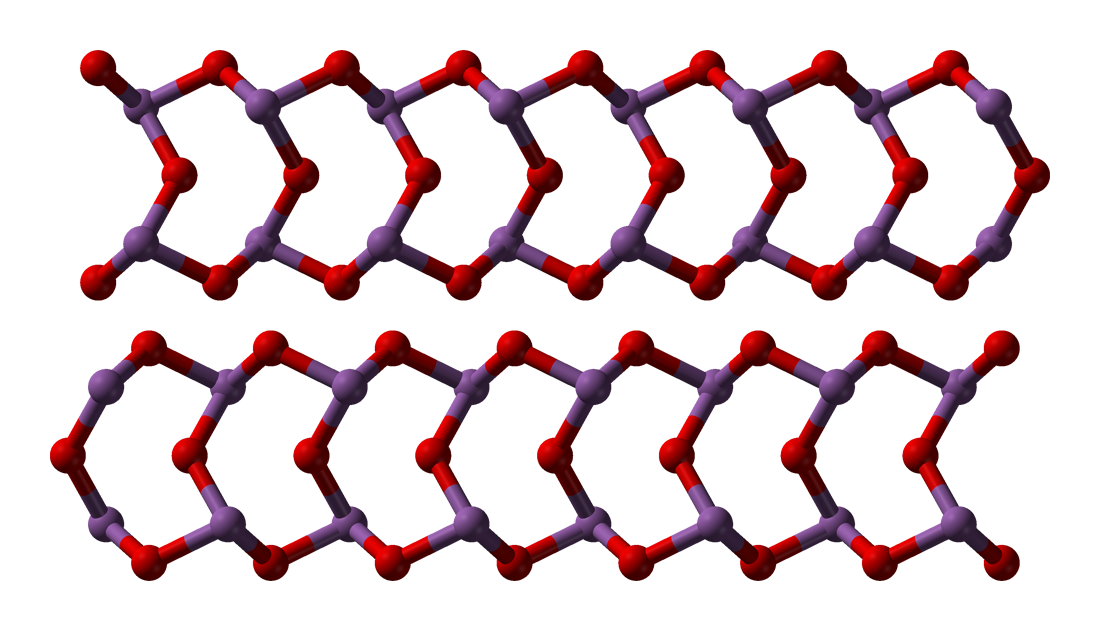
Kristallstruktur von Valentinit (Stäbchenmodell, Violett = Sb, Rot = O)

Valentinit kristallisiert orthorhombisch in der Raumgruppe Pccn (Raumgruppen-Nr. 56) mit den Gitterparametern a = 4,91 Å; b = 12,46 Å und c = 5,41 Å sowie vier Formeleinheiten pro Elementarzelle.
Die Kristallstruktur von Valentinit besteht aus SbO3-Molekülen, die über gemeinsam genutzte O-Atome miteinander verknüpft sind und Ketten parallel der c-Achse bilden. Die Ketten sind nur über schwache Van-der-Waals- und Coulomb-Kräfte miteinander verbunden und die Abstände zwischen ihnen sind relativ groß, was auch der Grund für die geringe Härte und vollkommene Spaltbarkeit des Minerals ist.

## Modifikationen und Varietäten
Die Verbindung Sb2O3 ist dimorph und kommt neben dem orthorhombisch kristallisierenden Valentinit noch als kubisch kristallisierender Senarmontit vor.

## Bildung und Fundorte

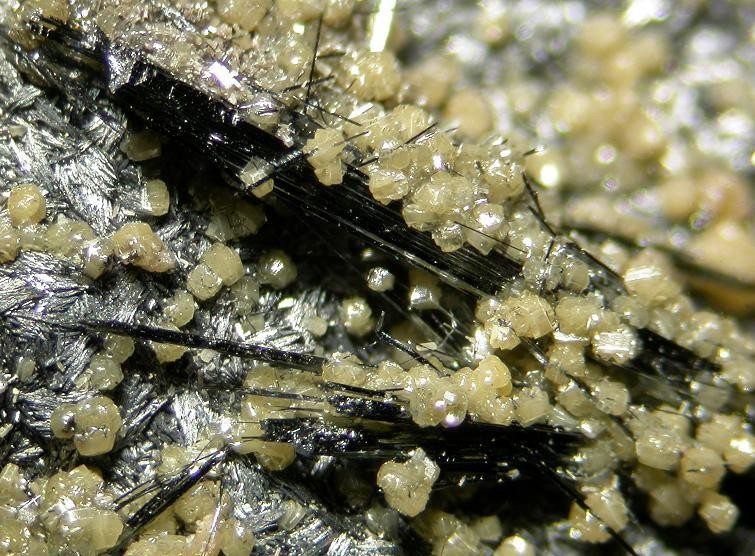
Valentinit (gelbe Kristalle) und Stibnit (schwarze Nadeln) auf Pääkkönenit (silbrige Nadeln) aus Dafeng, Shanglin, Nanning, China (Sichtfeld 7 mm)

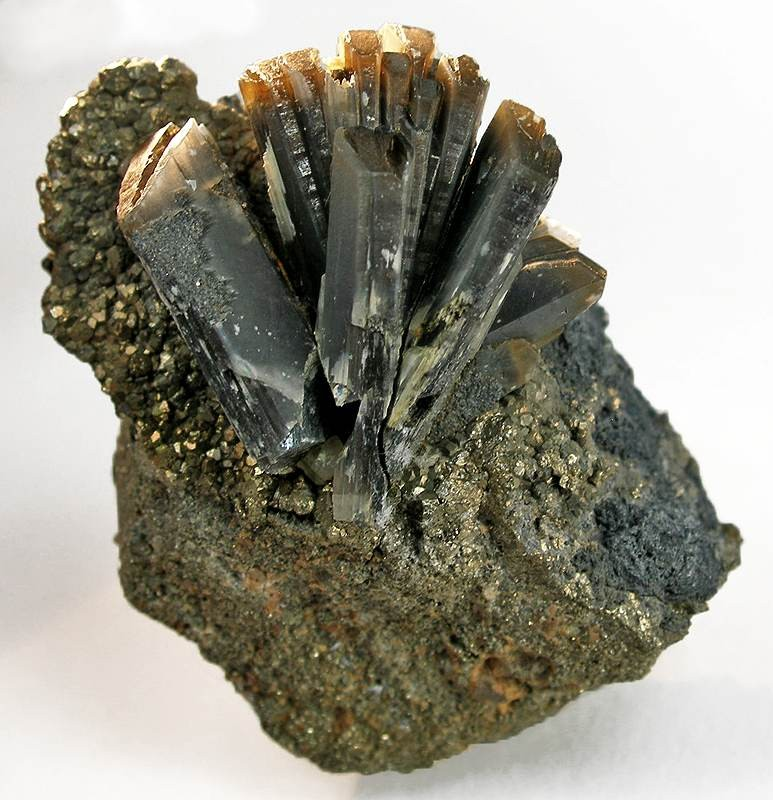
Goldbraune Valentinitkristalle (Größe 1,5 cm) auf Pyrit aus der „San José Mine“, Oruro, Bolivien
(Gesamtgröße der Probe: 3,9 cm × 2,8 cm × 1,5 cm)

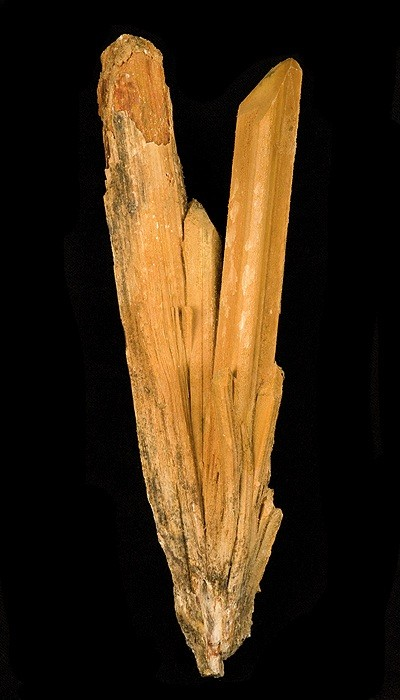
Pseudomorphose von Valentinit und Cervantit nach Stibnit aus der Antimon-Lagerstätte Xikuangshan, Lengshuijiang, Hunan, China (Größe: 16,1 cm × 5,0 cm × 3,0 cm)

Valentinit bildet sich ähnlich wie der seltenere Senarmontit als Sekundärmineral durch Verwitterung aus Antimon oder verschiedenen Antimonmineralen wie beispielsweise Stibnit in der Oxidationszone von Erz-Lagerstätten. Weitere Begleitminerale sind unter anderem Cervantit, Kermesit, Stibiconit und Tetraedrit.
Als eher seltene Mineralbildung kann Valentinit an verschiedenen Fundorten zum Teil zwar reichlich vorhanden sein, insgesamt ist er aber wenig verbreitet. Insgesamt gelten bisher (Stand 2014) mehr als 300 Fundorte als bekannt. Neben seiner Typlokalität „Mine des Chalanches“ bei Allemond und der „Mine Gueydon“ bei Regny im Département Loire in Rhône-Alpes trat das Mineral in Frankreich unter anderem noch in den Auvergner Départements Cantal und Haute-Loire, im Département Finistère (Brittany) sowie an einigen Fundpunkten in verschiedenen Regionen auf.
Bekannt aufgrund außergewöhnlicher Valentinitfunde ist unter anderem Příbram in der tschechischen Region Mittelböhmen, wo gut ausgebildete und bis zu drei Zentimeter lange Kristalle gefunden wurden. Ähnlich gute Funde von bis zu zwei Zentimeter Größe traten auch in der Umgebung von Oruro in Bolivien zutage. Radialstrahlige Aggregate mit bis zu vier Zentimetern Durchmesser kennt man vor allem aus Pezinok und Pernek in der Slowakei und die bisher größten bekannten Pseudomorphosen von Valentinit nach Stibnit von bis zu 35 Zentimeter Länge fand man in der Antimon-Lagerstätte Xikuangshan bei Lengshuijiang in der chinesischen Provinz Hunan.
In Deutschland wurde das Mineral bisher an mehreren Orten im Schwarzwald wie unter anderem St. Ulrich und Sulzburg in Baden-Württemberg, im Sauer- und Siegerland in Nordrhein-Westfalen und im Westerwald in Rheinland-Pfalz gefunden. Daneben ist noch die Grube „Silberne Rose“ bei Brandholz-Goldkronach in Bayern, die Grube „Catharina Neufang“ bei Sankt Andreasberg in Niedersachsen, die Gruben „Hoffnung“ (Grube Spes) am Martinsknipp bei Ahrbrück, „Friedrichssegen“ im Lahntal und „Carolina“ am Moschellandsberg in Rheinland-Pfalz, die „Graf Jost-Christian-Zeche“ bei Wolfsberg (Sangerhausen) in Sachsen-Anhalt, die Gruben „Neue Hoffnung Gottes“ bei Bräunsdorf (Oberschöna) und „St. Peter“ bei Kottenheide-Schöneck/Vogtl. in Sachsen sowie der Steinbruch „Kuhberg“ bei Neumühle/Elster (Landkreis Greiz) in Thüringen als Fundorte für Valentinit bekannt.
In Österreich konnte Valentinit bisher vor allem Kärnten gefunden werden, wo er unter anderem im Gebiet um Friesach und Hüttenberg sowie in der Gebirgskette der Kreuzeckgruppe auftrat. Daneben trat das Mineral noch in einer Antimongrube bei Stadtschlaining im Burgenland, bei Maltern in der niederösterreichischen Gemeinde Hochneukirchen-Gschaidt, am Wetterbauersattel bei Mixnitz und auf einer Schlackenhalde bei Walchen (Gemeinde Öblarn) in der Steiermark sowie an einigen Fundpunkten im Gebiet um Brixlegg und Schwaz in Tirol zutage.
In der Schweiz kennt man das Mineral bisher nur aus dem Puschlav-Tal im Kanton Graubünden und der Tessiner Region Malcantone.
Weitere Fundorte liegen unter anderem in Algerien, Australien, Brasilien, Chile, Finnland, Frankreich, Griechenland, Grönland, Isle of Man, Italien, Japan, Kanada, Kirgisistan, Luxemburg, Mazedonien, Mexiko, Neukaledonien, Neuseeland, Norwegen, Portugal, Rumänien, Russland, Schweden, Serbien, der Slowakei, Slowenien, Spanien, Südafrika, Thailand, Türkei, Ungarn, im Vereinigten Königreich (England, Schottland) und den Vereinigten Staaten von Amerika (Kalifornien, Idaho, Nevada, Oregon, Utah, Washington).

## Verwendung
Valentinit findet nur bei lokaler Anhäufung zusammen mit Stibnit Verwendung als Antimonerz.